# لنگر (بامیان)
لنگر (به لاتین: Langar) یک منطقهٔ مسکونی در افغانستان است که در ولایت بامیان واقع شده‌است.